# Abrochia aurantivena
Abrochia aurantivena är en fjärilsart som beskrevs av George Francis Hampson. Abrochia aurantivena ingår i släktet Abrochia och familjen björnspinnare. Inga underarter finns listade i Catalogue of Life.